# タカアミラーゼA
タカアミラーゼA（Taka-amylase A)は、コウジカビAspergillus oryzae由来のα-アミラーゼであり、典型的なα-アミラーゼ。

## 概要
明治27年（1894年）に高峰譲吉がAspergillus oryzaeの小麦麩（ふすま）に麹菌を働かせた麹麩から、タカジアスターゼを発明した。このタカジアスターゼの原末には、タカアミラーゼA、グルコアミラーゼ、プロテアーゼ、リパーゼなどの多くの酵素が含まれていた。1951年に赤堀四郎が初めてこの原末からタカアミラーゼAの結晶化に成功し、その30年後(1984年)に、松浦らによってX線結晶構造解析がされた。α-アミラーゼのモデル構造。